# Niederdreisbach

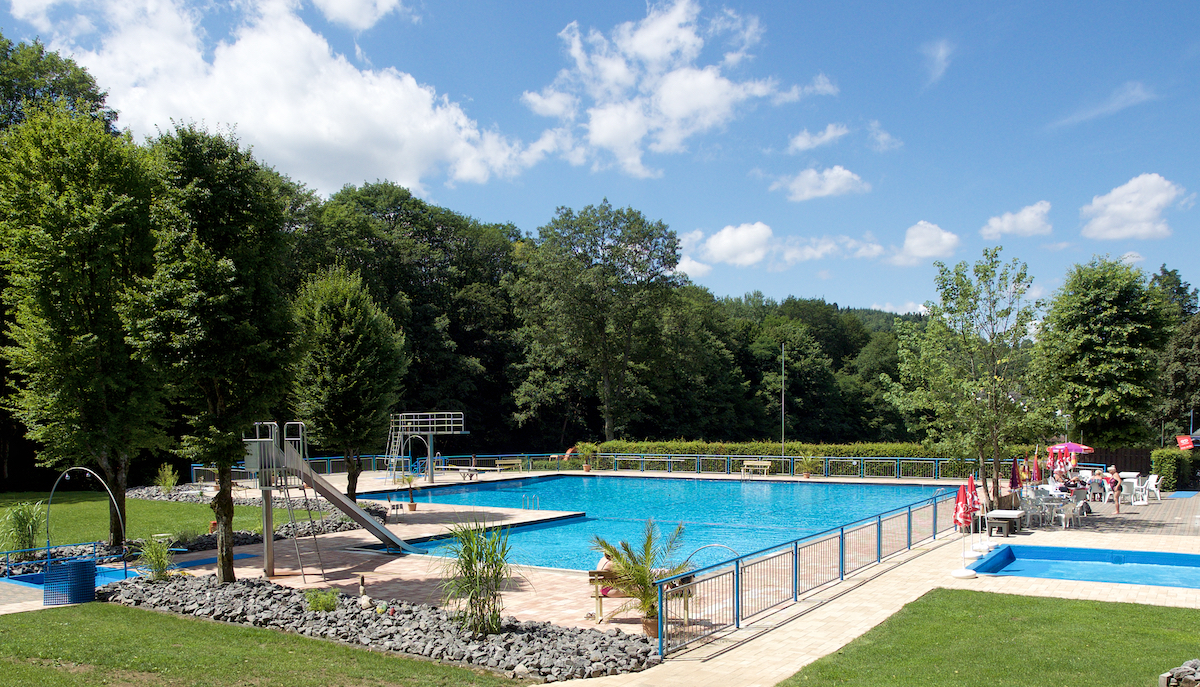
Freibad Niederdreisbach

Niederdreisbach ist eine Ortsgemeinde im Landkreis Altenkirchen (Westerwald) in Rheinland-Pfalz. Sie gehört der Verbandsgemeinde Daaden-Herdorf an.

## Geographische Lage
Die Ortsgemeinde liegt im Daadetal an der Mündung des Dreisbachs in den Daadenbach zwischen Schutzbach im Westen und Biersdorf (Daaden) im Südosten; im Süden liegt Weitefeld.

## Geschichte
Die Ursprünge des Ortes liegen in den Wanderungen der Kelten, die im heutigen Dreisbachtal nach Eisenerzvorkommen suchten. Vom keltischen Name des Baches dreisafa leitet sich der Ortsname ab, als dieser in Dreisbach umgewandelt wurde. Bis zur festen Besiedlung des Tales dauerte es noch bis zum 12. und 13. Jahrhundert, als das Dreisbachtal entsumpft, gerodet und urbar gemacht wurde und die ersten Höfe entstanden sind. Kernsiedlung von Niederdreißbach, wie es noch bis ins 18. Jahrhundert geschrieben wurde, war ein im Spätmittelalter errichteter Einzelhof in Blockflur. Eine Urkunde von 1252, in der ein Herbord von Dreisbach erwähnt wurde, bestätigt diesen Siedlungsbeginn, die sich im alten Flurnamen „Weijre Horstatt“ (zwischen den Fluren „In der Bruchwies“ und „In der Bitze“) erhalten hat.
Niederdreisbach gehörte bis zum Jahr 1806 zur Grafschaft Sayn-Altenkirchen und zum Kirchspiel Daaden. Die Grafschaft Sayn-Altenkirchen kam 1791 auf dem Erbweg zu Preußen und wurde 1803 im Reichsdeputationshauptschluss dem Fürstentum Nassau-Usingen zugesprochen. 1806 traten die beiden nassauischen Fürsten dem napoleonischen Rheinbund bei, sodass die Region von 1806 an zum Herzogtum Nassau gehörte. Aufgrund der auf dem Wiener Kongress (1815) getroffenen Vereinbarungen wurde das Gebiet der ehemaligen saynischen Grafschaften an das Königreich Preußen abgetreten.
Unter der preußischen Verwaltung wurde Niederdreisbach der Bürgermeisterei Daaden im neu errichten Kreis Altenkirchen (Regierungsbezirk Koblenz) zugeordnet, der von 1822 an zur Rheinprovinz gehörte.
Bevölkerungsentwicklung
Die Entwicklung der Einwohnerzahl von Niederdreisbach, die Werte von 1871 bis 1987 beruhen auf Volkszählungen:
| Jahr | Einwohner |
| 1815 | 133       |
| 1835 | 185       |
| 1871 | 245       |
| 1905 | 422       |
| 1939 | 496       |
| 1950 | 591       |

| Jahr | Einwohner |
| 1961 | 667       |
| 1970 | 855       |
| 1987 | 979       |
| 1997 | 993       |
| 2005 | 985       |
| 2023 | 859       |

## Politik

### Gemeinderat
Der Gemeinderat in Niederdreisbach besteht aus zwölf Ratsmitgliedern, die bei der Kommunalwahl am 9. Juni 2024 in einer Mehrheitswahl gewählt wurden, und der ehrenamtlichen Ortsbürgermeisterin als Vorsitzender. Bis 2009 gehörten dem Gemeinderat 16 Ratsmitglieder an.

### Bürgermeister
Andrea Morche wurde am 16. Februar 2023 Ortsbürgermeisterin von Niederdreisbach. Bei der Direktwahl am 29. Januar 2023 war sie mit einem Stimmenanteil von 58,54 % gewählt worden. Bei der Direktwahl am 9. Juni 2024 wurde sie als einzige Bewerberin mit 89,1 % für weitere fünf Jahre in ihrem Amt bestätigt.
Morches Vorgänger Udo Bender hatte das Amt 2019 übernommen. Bei der Direktwahl am 26. Mai 2019 wurde ursprünglich Lea Sürken mit einem Stimmenanteil von 86,87 % gewählt. Sürken trat das Amt jedoch aus persönlichen Gründen nicht an. Daraufhin wurde am 26. Oktober 2019 eine Wiederholungswahl angesetzt, bei der Udo Bender mit einem Stimmenanteil von 75,37 % gewählt wurde. Er war damit Nachfolger von Stefan Strunk, der das Amt zehn Jahre ausgeübt hatte. Im Oktober 2022 kündigte Udo Bender an, sein Ehrenamt zum 31. Oktober 2022 niederzulegen, wodurch eine Neuwahl notwendig wurde.

## Kultur und Sehenswürdigkeiten
Sehenswert sind die Fachwerkbauten im Ortskern. Siehe auch: Liste der Kulturdenkmäler in Niederdreisbach
In dem Wettbewerb Unser Dorf soll schöner werden wurde die Gemeinde mehrfach mit Medaillen ausgezeichnet.

## Wirtschaft und Infrastruktur
Die Hüttenindustrie prägte 200 Jahre lang den Ort, bis 1965 die „Niederdreisbacher Hütte“ stillgelegt wurde. Heute befindet sich an der Stelle der „Niederdreisbacher Hütte“ ein Betonwerk.

## Verkehr

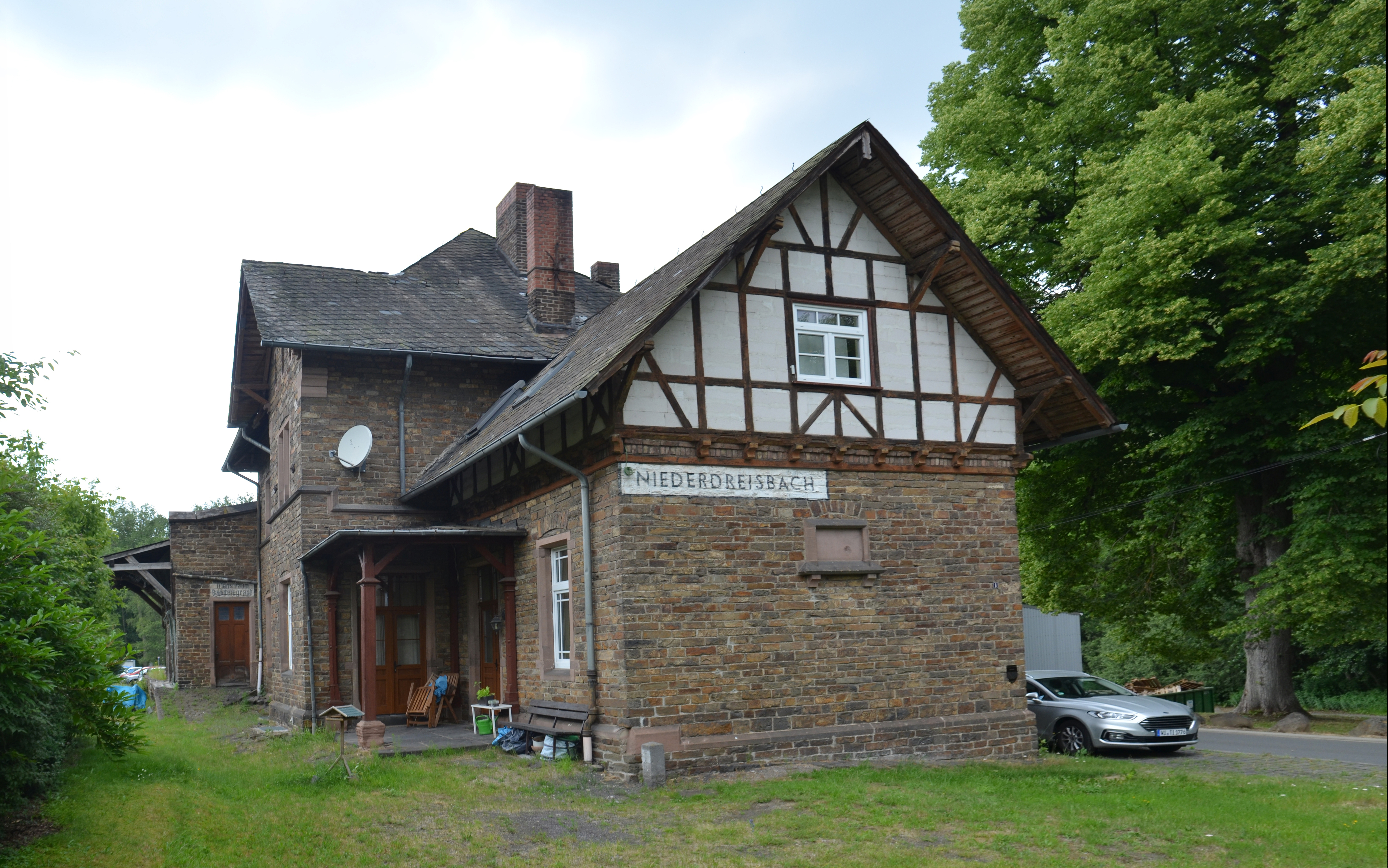
Bahnhof Niederdreisbach an der RB 97 (Daadetalbahn)

Niederdreisbach besitzt einen Bahnhof an der Eisenbahnstrecke Daadetalbahn, auf welcher die Züge der Linie RB97 der Westerwaldbahn GmbH nach dem Rheinland-Pfalz-Takt täglich im Stundentakt von Betzdorf nach Daaden verkehren.
| Linie | Verlauf | Takt   |
| ----- | --- | ------ |
| RB97  | Daadetal-Bahn: Betzdorf (Sieg) – Alsdorf (Westerw) – Schutzbach – Niederdreisbach – Biersdorf (Westerw) Ort – Daaden Stand: Fahrplanwechsel Dezember 2022 | 60 min |

Aufgrund der Lage im Landkreis Altenkirchen gilt der Tarif des Verkehrsverbund Rhein-Mosel (VRM).